# 僕散揆
僕散揆（12世纪？—1207年3月22日），金国女真人，本名临喜，上京路人。仆散忠义的儿子。
金章宗时僕散揆经略北方，官至平章政事。泰和六年（1206年，南宋开禧二年），宋朝韩侂胄伐金，僕散揆担任右副元帅，解寿春之围，率军渡过淮河，但是和州合肥久攻不下，大将抹撚史扢搭阵亡，宋军决堤放水，于是被迫撤退。
十月，金朝以宋朝背盟为由，于以仆散揆为帅，兵分九路，大举攻宋。仆散揆率军三万出颍上（今安徽省颍上西北）、寿州（今安徽省凤台县），统军使纥石烈子仁率兵三万出涡口（今安徽省怀远东北）；右副元帅完颜匡率兵二万五千出唐州（今河南唐河）、邓州（今河南邓州）。左监军纥石烈执中率兵二万出清河口（今江苏淮安市西南），右监军完颜充率兵一万出陈仓（今陕西宝鸡南），右都监蒲察贞率军一万出成纪（今甘肃天水市），蜀汉安抚使完颜纲率兵1万出临潭，都总管石抹仲温率兵五千出盐川（今甘肃陇西盐川镇），陇州防御使完颜璘率兵五千出来远临洮路，总兵力十四万，对宋实施全线进攻。宋以丘崈为签书枢密院事，督视江淮军马，并加强庐州（今合肥）、和州（今安徽省和县）一带防务。十月，纥石烈执中领兵由清河口率先渡淮，进围楚州（今江苏淮安），宋朝镇江副都统制毕再遇奉命率自盱眙军（今江苏盱眙）前来救援。金乘虚进克盱眙，毕再遇回师再复盱眙，尔后率部驰援楚州。时金军以七万兵围困楚州，毕再遇派统领许俊率军乘夜由间道抵达淮阴（今江苏淮阴西南）袭烧金军粮草，金军惊退。
十一月，仆散揆率军抵淮河后，派人探知八叠滩水可渡，派兵一部扬言想要在下蔡（今安徽省凤台县）渡河，以吸引宋军主力，待宋军主力移师后，金军突然从八叠滩渡过淮河，宋军败退，金军夺占颍口、攻克安丰（今安徽省寿县）及霍丘县，继而纵师深入，攻庐州、陷和州，再败宋军于六合，进驻瓦梁河（今六合西南），以控真州（今江苏仪征）、扬州要冲，然后沿江上下布阵，江南地区大震。纥石烈子仁军攻破滁州后，又于真州大败宋军，斩杀二万余人，进克真州。完颜匡部破枣阳、随州等地。金西线作战部队，由于宋四川宣抚副使吴曦降附，撒除关隘守军，迅速占领大散关（今陕西宝鸡西南）及成州（今甘肃省成县）、阶州（今甘肃省武都东南）、凤州（今陕西凤县东北）等州。
第二年春，僕散揆在下蔡（今安徽省寿县西北）病亡。二月，四川安丙杀吴曦，率兵将金军击败，收复所失诸州。十一月，宋宁宗杀韩侂胄向金人谢罪，金军才议和退兵。

## 延伸阅读
[在维基数据编辑]
 《金史·卷93》，出自脱脱《遼史》